# Грудколуковица
Грудколуковица (на латински: bulbotuber) е видоизменено стъбло, преходно образувание между грудка и луковица. Макар че на външен вид прилича на луковица, в морфологично отношение стои по-близо до грудката, защото резервните вещества не се натрупват в листата, а в силно разрасналото се дънце. Представлява скъсено, надебелено стъбло, което на върха или в основата си има пъпки, от които се развиват листа и цветове. Отвън е обвито с остатъци от миналогодишни листа, в пазвите на които възникват нови грудколуковици или клонки. От долната страна притежава с добавъчни корени.
Среща се при минзухар, гладиола, мразовец.